# Zakon o sprječavanju internetskog piratstva
Zakon o sprječavanju internetskog piratstva (eng. Stop Online Piracy Act, SOPA, H.R. 3261) bio je predloženi američki zakon predstavljen u Kongresu 26. listopada 2011. godine, koji je kasnije odbačen. Zakon je predložio zastupnik iz Teksasa Lamar S. Smith i skupina od 12 zastupnika iz obje najveće američke stranke, Republikanske stranke i Demokratske stranke.
Zagovornici zakona rekli su, da se zakonom štiti tržište intelektualnog vlasništva i pripadajuća industrija, radna mjesta i prihodi, i da je potreban za jačanje provođenje zakona o autorskom pravu, posebno protiv stranih internetskih stranica.
Protivnici zakona, među kojima su tvrtke Google, Facebook, Yahoo, Twitter, Mozilla, Zaklada Wikimedije, kao i organizacije Human Rights Watch i Američka unija za građanske slobode naveli su da bi zakon pod izgovorom zaštite autorskih prava mogao dovesti do cenzure. Sergey Brin, jedan od osnivača Googlea, usporedio je zakon s cenzurom u Iranu i Kini.

## Predmet i sadržaj prijedloga zakona
Zakon je imao cilj omogućiti američkom Ministarstvu pravosuđa traženje sudskih naloga protiv internetskih stranica izvan nadležnosti SAD-a ako ih se optužuje za kršenje autorskih prava, ili ako te stranice omogućavaju ili olakšavaju kršenje autorskih prava. Po dostavi sudskog naloga, američki pravobranitelj mogao bi zahtijevati od američkih pružatelja internetskih usluga (ISP), oglasnih mreža i sustava elektroničkog plaćanja (kao što je PayPal) obustavljanje poslovanja s internetskim stranicama za koje je utvrđeno da krše federalne zakone o intelektualnom vlasništvu. Pravobranitelj također mogao bi zabraniti tražilicama prikazivanje poveznica na internetske stranice za koje je utvrđeno da krše federalne zakone o intelektualnom vlasništvu.
Zakon utvrđuje dva koraka za utvrđivanje odštete koju mogu tražiti nositelji intelektualnog vlasništva čija su prava povrijeđena. Nositelj prava mora prvo obavijestiti u pisanom obliku sustav elektroničkog plaćanja ili oglasnu mrežu o identitetu internetske stranice, koji onda pak moraju proslijediti obavijest i suspendirati usluge identificiranim internetskim stranicama, osim ako dotične internetske stranice ne pruže protuobavijest s obrazloženjem kako ne krše postojeće zakone. Nositelj prava onda može tužiti američkog pružatelja usluga za ograničenu odštetu za štetu nastalu zbog nastavka pružanja usluga stranicama koje krše autorska prava ako je pružena prutuobavijest, jednako kao i za štetu nastalu zbog nastavka pružanja usluga bez protuobavijesti.
Zakon je imao cilj osigurati imunitet od odgovornosti američkim pružateljima usluga koji dobrovoljno ili po premisama ovog zakona uskrate usluge internetskim stranicama koja krše autorska prava. Svaki nositelj autorskog prava koji svjesno lažno optuži neku internetsku stranicu za kršenje autorskih prava bio bi odgovoran za nastalu štetu. Drugi odlomak povećava kazne za streaming video datoteka kojima se krše autorska prava, te za prodaju krivotvorenih lijekova, vojnih materijala ili robe široke potrošnje.

## Protivnici i zagovaratelji zakona[2]

### Protivnici
- Disqus
- AOL
- eBay
- Facebook
- foursquare
- Google
- GrooveShark
- Kickstarter
- Mozilla
- PayPal
- Wikipedia (hrv. Wikipedija)
- Reddit
- Square
- 9gag
- The Huffington Post
- Craigslist
- LinkedIn
- OpenDNS
- Tumblr
- Twitter
- Yahoo
- Zynga
- Equestria Daily
- BoingBoing (potpuno zamračenje)[3]
- Minecraft (potpuno zamračenje)[3]
- WordPRess[3]
- TwitPic[3]
- Cheezburger[3]
- Chicken Smoothie

#### U Hrvatskoj
- politika.com[3]
- Gadgeterija[3]
- Ravnododna[3]

### Prebjezi (bivši zagovaratelji)
- Business Software Alliance (uključuje Apple, Microsoft, Adobe Systems, Intel i druge)
- Electronic Arts
- Sony Electronics
- Nintendo
- Go Daddy

### Zagovaratelji
- ABC
- BMI
- CBS
- Comcast/NBCUniversal
- Disney Publishing Worldwide, Inc.
- EMI Music Publishing
- Entertainment Software Association
- ESPN
- Major League Baseball
- Marvel Entertainment, LLC
- MasterCard Worldwide
- Motion Picture Association of America
- National Cable & Telecommunications Association
- National Football League
- News Corporation
- Random House
- Scholastic, Inc.
- Sony/ATV Music Publishing
- Sony Music Entertainment
- Time Warner
- Universal Music
- Universal Music Publishing Group
- Viacom
- Visa Inc.
- Warner Music Group

## Vanjske poveznice
- Prijedlog zakona PDF dokument na engleskome jeziku